# Uddevalla (stad)
Uddevalla is de hoofdstad van de gemeente Uddevalla in het landschap Bohuslän en de provincie Västra Götalands län in Zweden. De plaats heeft 30.513 inwoners (2005) en een oppervlakte van 1692 hectare.

## Geschiedenis
Uddevalla kreeg in 1498 stadsrechten, maar was in die tijd al een handelsstad. Historisch gezien was Uddevalla, of zoals de stad toen in het Noors bekendstond Oddevald, een deel van Noorwegen, en doordat de stad dicht bij Zweden en Denemarken ligt, werd er vaak om gevochten. In 1612 werd ze door Zweedse troepen onder aanvoering van Jesper Mattson Krus afgebrand, en in 1644 gebeurde dit opnieuw. In 1658 werd de stad bij de Vrede van Roskilde door Zweden geannexeerd. Een jaar later namen de Noren haar opnieuw in, maar in 1660 werd ze bij de Vrede van Kopenhagen weer deel van Zweden. Noorwegen bleef echter om de stad vechten, de laatste keer in 1788.
In de 18e en 19e eeuw was de belangrijkste industrie de haringvisserij. De belangrijkste gebeurtenissen in die periode zijn een aantal grote branden, waaronder die van 1806 waarbij de hele stad, op vier huizen na, afbrandde. 4000 mensen werden dakloos. Hierna had Uddevalla het moeilijk om zichzelf weer op te bouwen, mede ook door een recessie en armoede in Zweden.
Rond 1870-1880 trok Uddevalla wat industrie aan, mede doordat de Schotse zakenman William Thorburn zich in de stad vestigde en een aantal fabrieken begon, voornamelijk in textiel. Daarnaast kreeg de stad ook een spoorverbinding.
Oorspronkelijk komen de Zwaluw-lucifers uit Uddevalla.

## Verkeer en vervoer
Bij de plaats lopen de Riksväg 44 en Länsväg 172.
De plaats heeft een station aan de spoorlijnen Uddevalla - Vänersborg - Herrljunga Järnväg en Göteborg - Skee.

## Geboren
- Karl-Erik Nilsson (1957), voetbalscheidsrechter
- Lars-Erik Hansson (1959), handballer
- Martin Dahlin (1968), voetballer
- Louise Karlsson (1974), zwemster
- Rebecka Blomqvist (1997), voetbalster